# Jimmy Dan Conner
Jimmy Dan Conner (Lawrenceburg, Kentucky, 20 de marzo de 1953) es un exjugador de baloncesto estadounidense que disputó una temporada en la ABA. Con 1,93 metros de estatura, jugaba en la posición de escolta.

## Trayectoria deportiva

### Universidad
Jugó durante tres temporadas con los Wildcats de la Universidad de Kentucky, en las que promedió 11,9 puntos, 4,0 rebotes y 3,1 asistencias por partido. En 1973 y 1975 fue incluido en el tercer mejor quinteto de la Southeastern Conference.

### Profesional
Fue elegido en la trigésimo sexta posición del Draft de la NBA de 1975 por Phoenix Suns, y en el draft de la ABA por los Virginia Squires, quienes traspasaron sus derechos a Kentucky Colonels, fichando por estos últimos.
Jugó una temporada como suplente en los Colonels, en la que promedió 4,4 puntos y 1,6 asistencias por partido. Al término de la misma, la ABA se fusionó a la NBA, pero los Colonels desaparecieron, y Conner, tras no ser seleccionado en el draft de dispersión, optó por retirarse.

## Estadísticas de su carrera en la ABA

### Temporada regular
| Temporada | Edad | Equipo            | Liga | Pos. | P  | TIT | MIN  | TC  | TCA | %TC  | 3P  | 3PA | %3P  | 2P  | 2PA | %2P  | TL  | TLA | %TL  | R.OF. | R.DEF. | REB | ASIS | ROB | TAP | PER | FP  | PTS |
| 1975-76   | 22   | Kentucky Colonels | ABA  | SG   | 24 |     | 10.0 | 1.8 | 3.6 | .488 | 0.0 | 0.1 | .000 | 1.8 | 3.5 | .506 | 0.9 | 1.2 | .759 | 0.5   | 0.7    | 1.2 | 1.6  | 0.5 | 0.2 | 1.3 | 1.5 | 4.4 |
| Total     |      |                   | ABA  |      | 24 |     | 10.0 | 1.8 | 3.6 | .488 | 0.0 | 0.1 | .000 | 1.8 | 3.5 | .506 | 0.9 | 1.2 | .759 | 0.5   | 0.7    | 1.2 | 1.6  | 0.5 | 0.2 | 1.3 | 1.5 | 4.4 |